# Lisa St Aubin de Terán
Lisa St Aubin de Terán (nacida el 2 de octubre de 1953) es una escritora inglesa. Su padre fue el escritor y académico guyanés Jan Carew.

## Vida y carrera
Lisa St Aubin de Terán nació en 1953, hija de Joan Mary Murray (de soltera St Aubin) y Jan Rynveld Carew  y se crio en Clapham, en el sur de Londres. Asistió a la escuela para niñas James Allen. Sus memorias, Hacienda (1998), describen cómo a los 16 años se casó por con el aristócrata venezolano y ladrón de bancos, Jaime Terán. Vivió durante siete años en una hacienda remota en la región andina de Venezuela. Lisa St Aubin de Terán huyó deVenezuela cuando Jaime Terán le sugirió que ella y su pequeña hija deberían unirse a él en un pacto suicida. 
Después de regresar a Gran Bretaña, se casó con su segundo marido, el poeta y novelista escocés George MacBeth en 1982. Fue también en ese año que publicó su primera novela, Keepers of the House, con la que ganó el premio Somerset Maugham y un lugar en la lista Granta de "Los mejores novelistas jóvenes británicos" (1983, número 7). En 1983 le siguió El tren lento a Milán, ganadora del premio John Llewellyn Rhys. Ese mismo año se trasladó a Wiggenhall St. Mary Magdalen en Norfolk. Después del fracaso de su segundo matrimonio, se fue a vivir a Italia.
Su tercer marido fue el pintor Robbie Duff Scott, a quien conoció cuando George MacBeth le pidió que pintara un retrato de ella. Después de casarse en 1989, ella y Duff Scott se mudaron a Umbría, y su vida allí se describe en Venecia: Las cuatro estaciones (1992) y Un valle en Italia (1994). 
En 1994, presentó Santos a Santa Cruz, un episodio de la serie de televisión de la BBC Great Railway Journeys, sobre el viaje de Brasil a Bolivia, y escribió un artículo complementario para The Times. Más tarde, en 1998, visitó el lago de Garda y el lago Maggiore para un episodio del documental de BBC Radio 4 The Off Season.
En 2001, Duff Scott y de Terán se separaron y en 2003 de Terán se mudó a Ámsterdam y creó su propia compañía de producción cinematográfica llamada Radiant Pictures, a través de la cual conoció a su nuevo socio, el camarógrafo holandés Mees van Deth. Un año después, la pareja se mudó a Mossuril, provincia de Nampula, Mozambique.
Lisa St Aubin de Terán tiene tres hijos, incluida una hija de su primer marido, Iseult Terán, que también es novelista. Lisa vivió en Mozambique hasta 2021, cuando regresó a Londres.

## Premios
| Año  | Trabajar                | Otorgar                    | Resultado |
| ---- | ----------------------- | -------------------------- | --------- |
| 1982 | Keepers of the House    | Premio Somerset Maugham    | [ 9 ]     |
| 1983 | Poetry                  | Premio Eric Gregory        |           |
| 1983 | The Slow Train to Milan | Premio John Llewellyn Rhys | [ 10 ]    |

### Libros
| 1980 | The Streak                                        |
| 1982 | Keepers of the House                              |
| 1983 | The Slow Train to Milan                           |
| 1984 | The Tiger                                         |
| 1985 | The High Place                                    |
| 1986 | "I hate the cinema"                               |
| 1986 | The Bay of Silence                                |
| 1987 | Black Idol                                        |
| 1989 | The Marble Mountain and other stories             |
| 1989 | Off the Rails: Memoirs of a Train Addict          |
| 1989 | Landscape in Italy                                |
| 1989 | Indiscreet Journeys: Stories of Women on the Road |
| 1990 | Joanna                                            |
| 1991 | Venice: The Four Seasons                          |
| 1992 | Nocturne                                          |
| 1994 | A Valley in Italy: Confessions of a House Addict  |
| 1997 | The Hacienda: My Venezuelan Years                 |
| 1997 | The Palace                                        |
| 1998 | Virago Book of Wanderlust and Dreams              |
| 1999 | Southpaw                                          |
| 2000 | Elements of Italy                                 |
| 2002 | Memory Maps                                       |
| 2005 | Otto                                              |
| 2007 | Mozambique Mysteries                              |
| 2024 | Better Broken Than New                            |
| 2024 | The Hobby                                         |

## Lectura adicional
- Sitio web del autor
- La Fundación Teran
- Biografía y perfil del autor en el British Council
- Entrevista de 1984 en The Daily Telegraph [11]
- Entrevista de 1987 en The Daily Telegraph [12]
- Entrevista de 1990 en The Sunday Telegraph [13]
- Entrevista de 1990 en The Sunday Times [14]
- Entrevista de 1992 en The Daily Telegraph [15]
- Entrevista de 1993 en The Guardian [16]
- Entrevista de 1997 en The Daily Telegraph [17]
- Entrevista de 2002 en The Sunday Times [18]
- Entrevista de 2003 en The Times [6]
- En la silla del psiquiatra (entrevista en BBC Radio 4 en 1993)
- Everywoman : " Un asunto vertiginoso " (entrevista en el Servicio Mundial de la BBC en 2002)
- Sitio web de fans portugueses
- Reseñas de la colección de abanicos portugueses de Lisa St Aubin de Terán